# سيليا خيمينيز
سيليا خيمينيز (بالإسبانية: Celia Jiménez)‏ هي طاهية إسبانية، ولدت في 19 فبراير 1976 في قرطبة في إسبانيا.